# تلفن ثابت (فیلم)
تلفن ثابت (انگلیسی: Landline) فیلمی است که در سال ۲۰۱۷ منتشر شد. از بازیگران آن می‌توان به جنی سلیت اشاره کرد.